# Turtle Peak
Turtle Peak är en bergstopp i Antarktis. Den ligger i Västantarktis. Inget land gör anspråk på området. Toppen på Turtle Peak är 451 meter över havet.
Terrängen runt Turtle Peak är varierad. Trakten är obefolkad. Det finns inga samhällen i närheten.